# Kalmia
Kalmia-slægten er en stedsegrøn busk med en kompakt vækst. Bladene er spredtstillede og elliptiske til lancetformede. Dens blomsterne er samlet i endestillede stande med 10-50 blomster. Kronen består af fem sammenvoksede, hvide, lyserøde eller røde kronblade. Frugterne er 5-rummede kapsler med talrige frø. Alle dele af planterne er giftige.
Den er udbredt med 6-7 arter i Nordamerika og på Cuba.

## Arter
| - Beskrevne arter - Smalbladet kalmia (Kalmia angustifolia) - Bredbladet kalmia (Kalmia latifolia) - Blågrå kalmia (Kalmia polifolia) | - Andre arter - Kalmia buxifolia - Kalmia carolina - Kalmia cuneata - Kalmia microphylla - Kalmia procumbens |

## Note
1. ↑  GRIN: Species Records of Kalmia